# Не ангел
«Не ангел» — шестой студийный альбом российского хип-хоп-исполнителя Lizer, выпущенный 19 апреля 2019 года на лейбле Warner Music Russia. В поддержку альбома был выпущен сингл «Корабли». Концертный тур в поддержку альбома прошёл в ноябре и декабре 2019 года. Хип-хоп-портал The Flow поместил альбом на 33 строчку «Топ-50 отечественных альбомов 2019».

## Описание
До выхода альбома 21 декабря 2018 года вышел сингл «Корабли», который также вошел в альбом.
Альбом содержит 9 композиций, включая ранее выпущенный сингл «Корабли». В записи принял участие гитарист Animal ДжаZ, и группа Little Big. Обложку альбома подготовил молодой фотограф, графический дизайнер и иллюстратор Андрей Ритц.
В день выхода альбома вышел клип «Между нами».

## Критика
Сергей Мезенов из Colta.ru рецензирует альбом так:

С терапевтической точки зрения «Не ангел» — пожалуй, важная работа в том смысле, что помогает самому исполнителю проговорить вслух деструктивные мысли и дает потенциальному слушателю со схожими проблемами возможность почувствовать, что в своих переживаниях он не одинок. Но не всякая музыкальная терапия, даже самая полезная, равна хорошей музыке.

## Список композиций
Вся музыка написана Виктором Сибринином на протяжение 1,3,4,5,6,8,9 песен кроме 2 и 7.
| №                   | Название            | Музыка              | Длительность |
| ------------------- | ------------------- | ------------------- | ------------ |
| 1.                  | «Не ангел»          |                     | 3:28         |
| 2.                  | «Бэнкролл»          | Песочный Битмейкер  | 4:58         |
| 3.                  | «Между нами»        |                     | 4:15         |
| 4.                  | «Молодым»           |                     | 3:28         |
| 5.                  | «Из этого города»   |                     | 4:31         |
| 6.                  | «Смерть»            |                     | 3:15         |
| 7.                  | «Корабли»           | Boyfifty            | 2:55         |
| 8.                  | «Улица»             |                     | 3:26         |
| 9.                  | «Не сегодня»        |                     | 2:35         |
| Общая длительность: | Общая длительность: | Общая длительность: | 32:50        |

## Чарты
| Чарты (2019)         | Высшая позиция |
| -------------------- | -------------- |
| Россия (Apple Music) | 3              |

| Чарт (2019)               | Высшая позиция |
| ------------------------- | -------------- |
| Apple Music               | 5              |
| ВКонтакте                 | 3              |
| Россия (Top YouTube Hits) | 2              |